# 玛德伦·拉杜卡诺娃
玛德伦·米列诺娃·拉杜卡诺娃（2000年5月14日—），保加利亚艺术体操运动员，2019年欧洲运动会集体全能、5人球操银牌得主和3人圈操+2人棒操铜牌得主、2020年夏季奥运会集体全能金牌得主。